# Julia Słocka
Julia Słocka (ur. 18 lutego 2001) – polska lekkoatletka specjalizująca się w wielobojach.
Trzykrotna halowa wicemistrzyni Polski w pięcioboju (Toruń 2021, Toruń 2023 i Toruń 2025). Także wielokrotna mistrzyni i medalistka mistrzostw Polski wieloboistek w młodzieżowych i juniorskich kategoriach wiekowych.